# Jupiter und Antiope (Watteau)
Jupiter und Antiope (Jupiter et Antiope) ist ein Gemälde des französischen Malers Antoine Watteau. Es ist zudem unter dem Namen Satyr und schlafende Nymphe (Nymphe et Satyre) bekannt und wurde wahrscheinlich zwischen 1714 und 1719 gemalt. Heute hängt das ursprünglich als Supraporte gedachte Ölgemälde im Musée du Louvre in Paris.

## Bildbeschreibung
Das Bild hat ein ovales Format mit einer Breite von 107,5 und einer Höhe von 73 Zentimetern. Es zeigt im Vordergrund die schlafende und unbekleidete Antiope. Sie liegt mit dem Kopf zum linken Bildrand weisend auf ihrer rechten Körperseite und dreht somit dem Bildbetrachter ihre Körpervorderseite zu. Ihr rechter Arm liegt angewinkelt unter dem Kopf, während ihr linker in einen Abgrund hängt, der sich unmittelbar vor der Frau auftut. Dabei verdeckt der Arm die rechte Brust, die linke ist frei. Die Beine sind am Becken um fast 90 Grad zum Betrachter hin angewinkelt, das rechte verläuft ab dem Knie wiederum parallel zum Körper der Frau, während das linke nur leicht zurückgebogen zur unteren rechten Bildrand weist. Der gesamte Körper ist in blassen Hautfarben gestaltet und leuchtet aus diesem Grunde aus dem ansonsten sehr dunklen, erdig gehaltenen Bild heraus. Unterhalb der Schlafenden befindet sich ein Tuch, das auf Brusthöhe über den Rand des Abgrundes hängt, in Kopfhöhe unter dem Arm verschwindet und hinter dem Kopf von dem Satyr hervorgezogen wird.

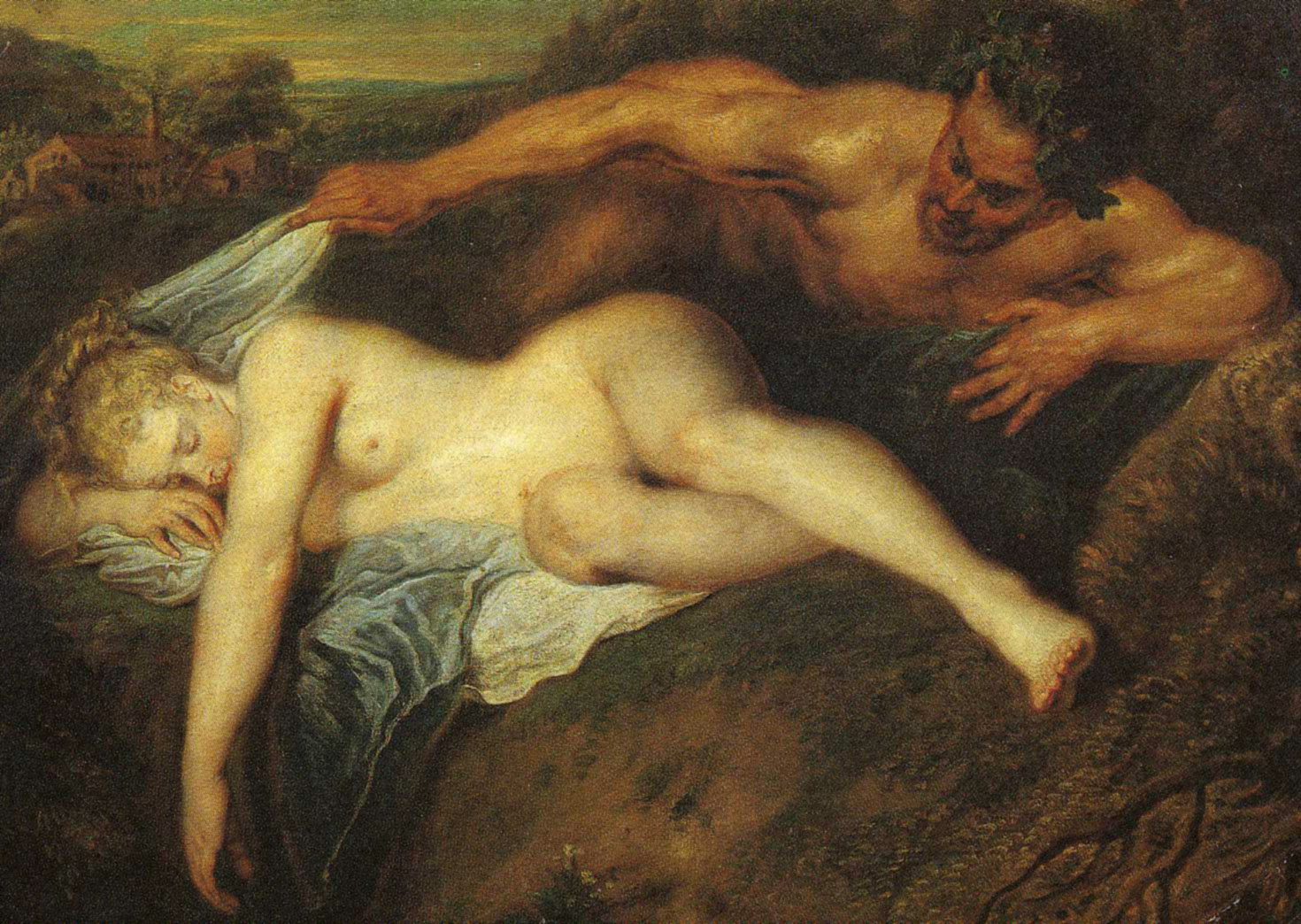
Jupiter und Antiope, Detail

Der Satyr, dessen Kopf mit dem auf den Umkreis des Gottes Bacchus deutenden Weinlaub bekränzt ist, liegt in entgegengesetzter Richtung hinter der Frau, seine Körperfront ebenfalls dem Betrachter zugewandt. Er greift mit der rechten Hand nach dem Tuch in der Höhe der Schulter Antiopes, und es ist offensichtlich, dass er die Schlafende soeben aufgedeckt hat. Sein linker Arm liegt angewinkelt auf einer Baumwurzel am rechten Bildrand und stützt den Oberkörper ab. Mit Kopf und Oberkörper beugt sich der Satyr über die Hüfte der Schlafenden, um sie zu betrachten – zugleich zeigt er lüstern die Zunge. Der Unterleib ist unterhalb der noch schemenhaft erkennbaren Hüfte nicht mehr zu sehen. Der Satyr ist in Brauntönen dargestellt. Seine sonnengegerbte Haut und sein muskulöser Körper stellen einen deutlichen Kontrast zu der weich wirkenden, hell gestalteten Antiope dar.
Den unteren Bildrand bildet ein Abgrund, der in einem dunkelbraunen Ton gehalten ist und das offene Erdreich zeigt. An beiden Seiten wachsen knorrige Wurzeln in das Erdreich hinein, die sich zu kaum erkennbaren Bäumen an beiden Bildseiten erweitern. Der Boden geht über die Bäume in den Hintergrund über, der eine Hügellandschaft mit vereinzelten Wohngebäuden darstellt. Darüber liegt der bewölkte Himmel, der durch die Morgendämmerung die Szene dezent beleuchtet.
Die Bildkomposition ist auf das Oval abgestimmt. Die schlafende Antiope bildet die zentrale Horizontale, durch ihr Becken und die abgewinkelten Beine wird die zentrale Vertikale festlegt. Die Arme des Satyr und die Beine der Frau bilden jeweils parallele, gekrümmte Linien zu der oberen Umrandung des Bildes, der linke Unterarm des Satyr und die Verlängerung durch das rechte Bein Antiopes verlaufen parallel zum unteren Bildrand – auf diese Weise stellen die beiden zentralen Figuren in ihrer Komposition ein weiteres Oval innerhalb des Bildes dar, nur durchbrochen durch den gestreckten linken Arm der Frau. Räumliche Tiefe entsteht zudem durch die vornübergebeugte Gestalt Jupiters sowie durch die Beinhaltung Antiopes.

## Mythologischer Hintergrund und Rezeption in der Kunst
Hauptartikel: Jupiter und Antiope

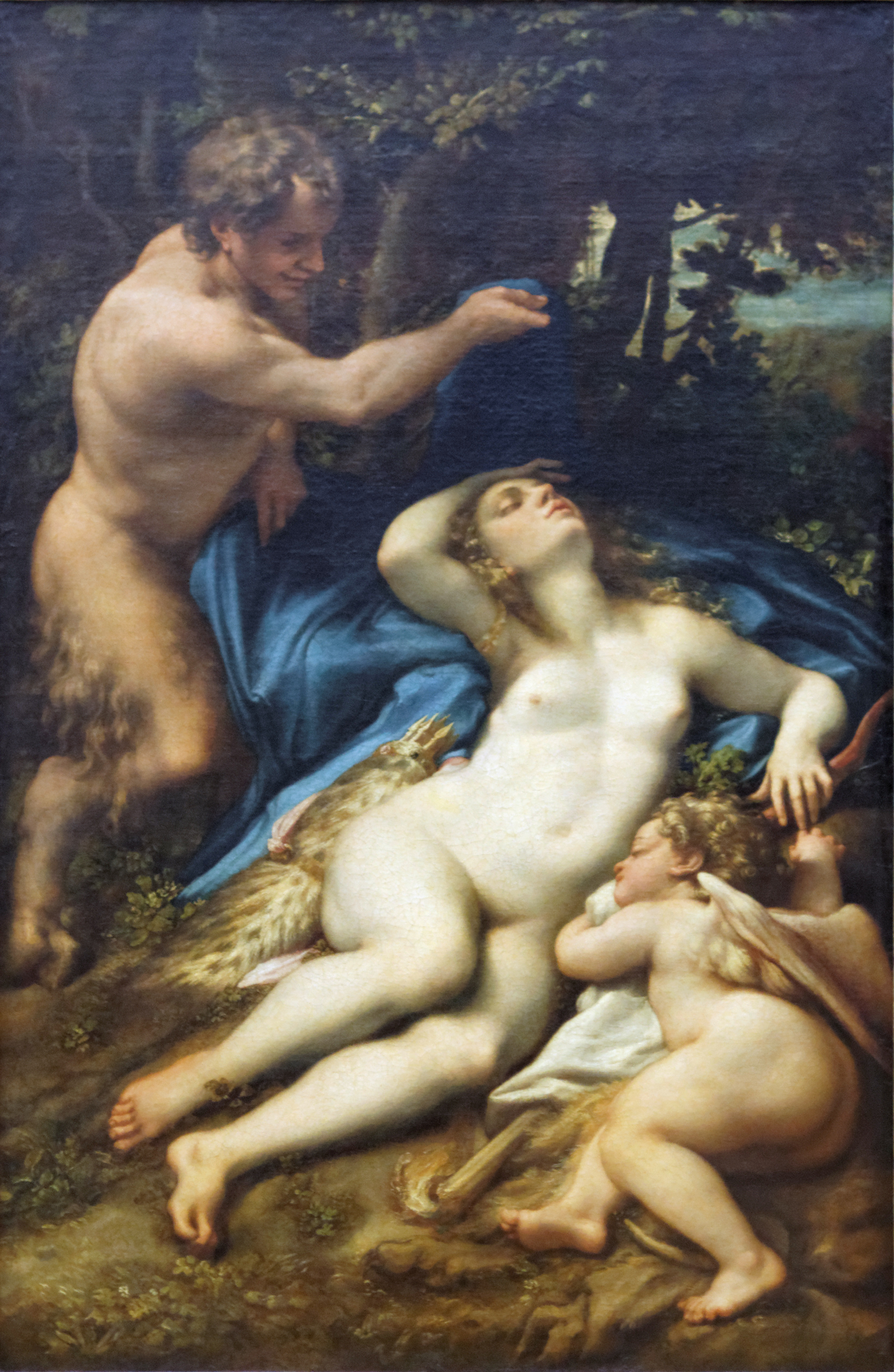
Correggio: Jupiter und Antiope (mit Eros), um 1528

Das Bild basiert auf der Geschichte der Verführung Antiopes durch den Gottvater Zeus aus der griechischen Mythologie, später in der römischen Mythologie durch Jupiter ersetzt. Antiope, die schöne Tochter des Königs Nykteus von Theben, wurde, diesem Mythos folgend, von Zeus in Gestalt eines Satyrn im Schlaf überrascht und verführt. Sie wurde schwanger und gebar die Zwillinge Amphion und Zethos, die später den Bruder Nykteus', Lykos, aus Rache für seinen Umgang mit Antiope töteten und die Stadt Theben übernahmen.

### Satyr und Nymphe

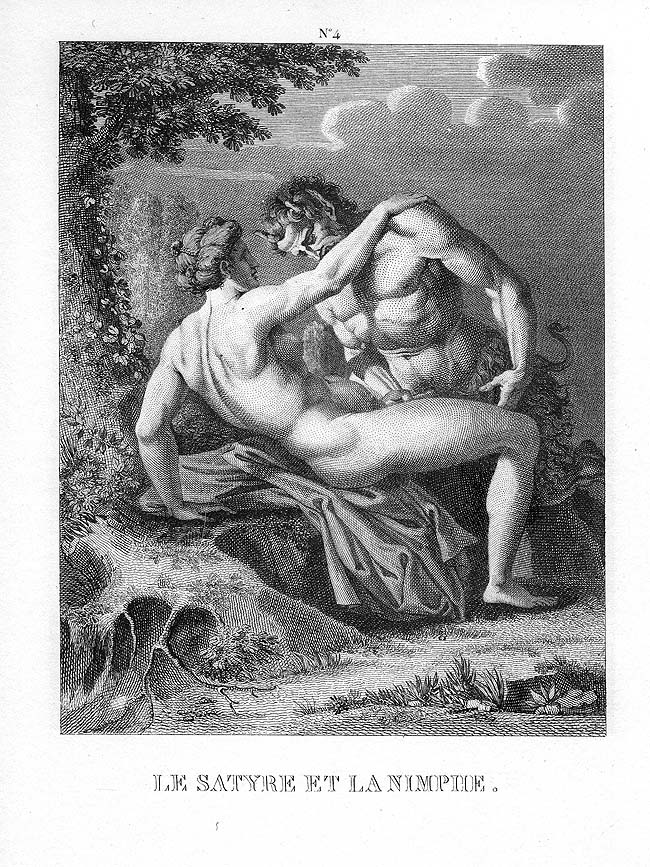
Agostino Carracci: Le Satyre et la Nymphe

Satyrn und Nymphen stellen zwei Extreme in der griechischen Mythologie dar, die sich nur in ihrer Triebhaftigkeit gleichen. Während die Nymphe in der Psychiatrie für die Nymphomanie (krankhafte Sexsucht) namensgebend wurde, leitet sich der früher ebenfalls gebräuchliche, aber mittlerweile veraltete Begriff der Satyriasis vom griechischen Satyr ab und kennzeichnet das männliche Pendant.
Entsprechend werden sowohl Nymphen als auch Satyrn in der Mythologie – und darauf aufbauend auch in der künstlerischen Rezeption – sehr häufig in eindeutig erotischem Zusammenhang dargestellt und sind entsprechend beliebte Objekte der darstellenden Kunst. Hinzu kommt der offensichtliche ästhetische Gegensatz der beiden Stereotypen: Die Nymphe ist im Allgemeinen sehr schön und körperlich perfekt gebaut. Sie wird meistens mit elfenbeinfarbener, blasser und damit sehr zarter Haut und einem idealen weiblichen Körper dargestellt und gleicht darin etwa den Darstellungen der Venus. Die Satyrn, die Gefolgsleute des Bacchus sind, sind dagegen meist hässlich. Sie besitzen Merkmale des Ziegenbocks, wie Hörner am Kopf, Bocksbeine sowie zumindest teilweise ein Fell. Sie sind zudem kräftig, muskulös und sonnenverbrannt. Im Vergleich zur Nymphe stellt der Satyr also einen optischen Kontrast dar, wie er stärker kaum sein kann, wodurch sie für die künstlerische Darstellung ein perfektes Paar darstellen.

## Entstehung und Einordnung in das Gesamtwerk

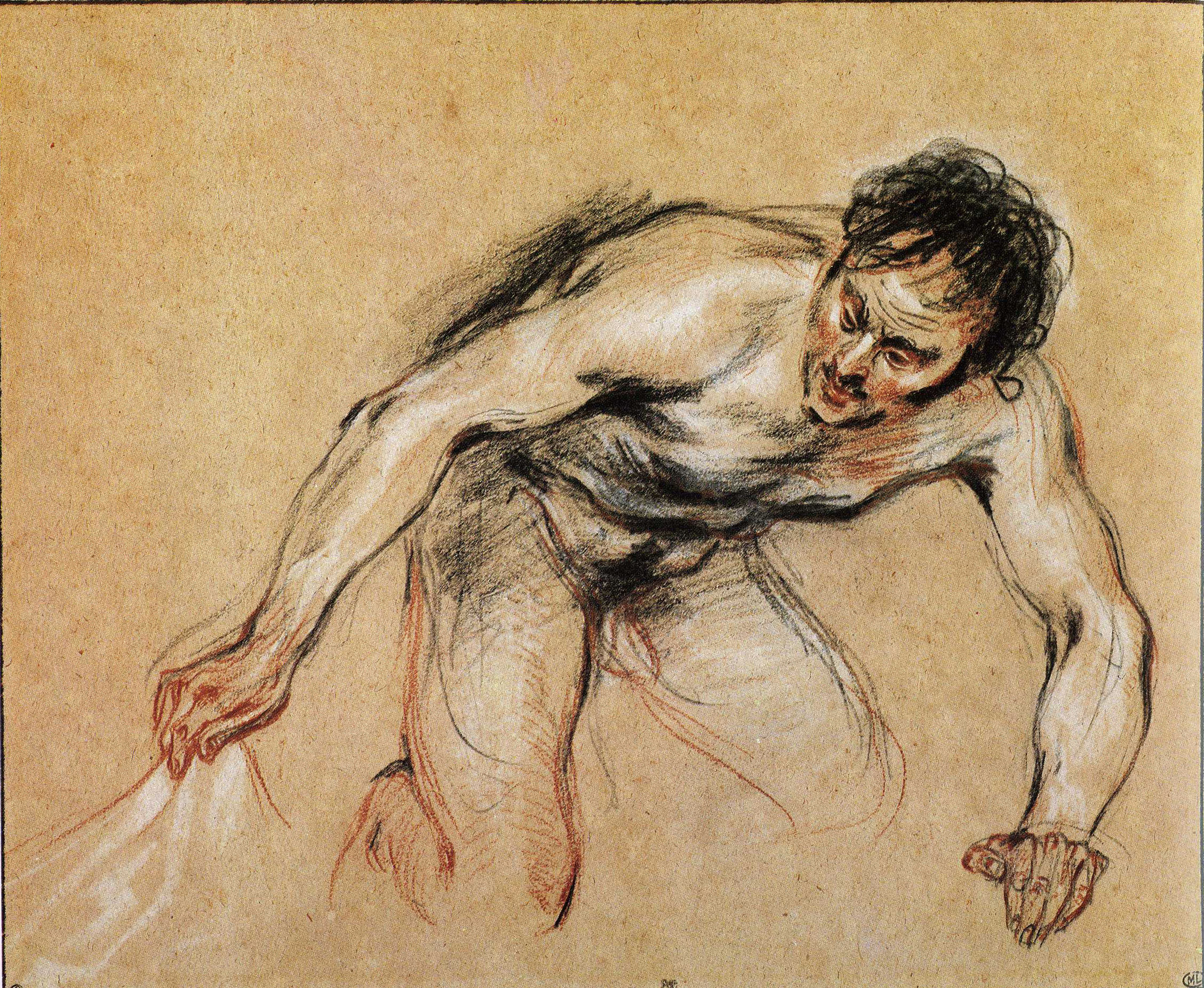
Skizze zu Jupiter und Antiope mit stehendem Satyr

Wie in der Provenienz dargestellt, sind die Umstände um die Entstehung des Bildes nicht endgültig geklärt (s. u.). In der kunstgeschichtlichen Literatur überwiegt die Annahme, dass das Bild als Auftragsarbeit für den Finanzier Pierre Crozat und unter Anleitung seines Lehrers Charles de La Fosse im Umfeld der aus vier Gemälden bestehenden Jahreszeiten-Serie entstand. La Fosse ermutigte den bis dahin im Bereich der Historienmalerei ungeübten Watteau dazu, die Allegorie der Jahreszeiten als Auftrag anzunehmen, da er selbst dazu nicht mehr in der Lage war. Die Jahreszeiten sollten in ovaler Form mit mythologischen Halbakten als Dekoration für das Speisezimmer Crozats gemalt werden.

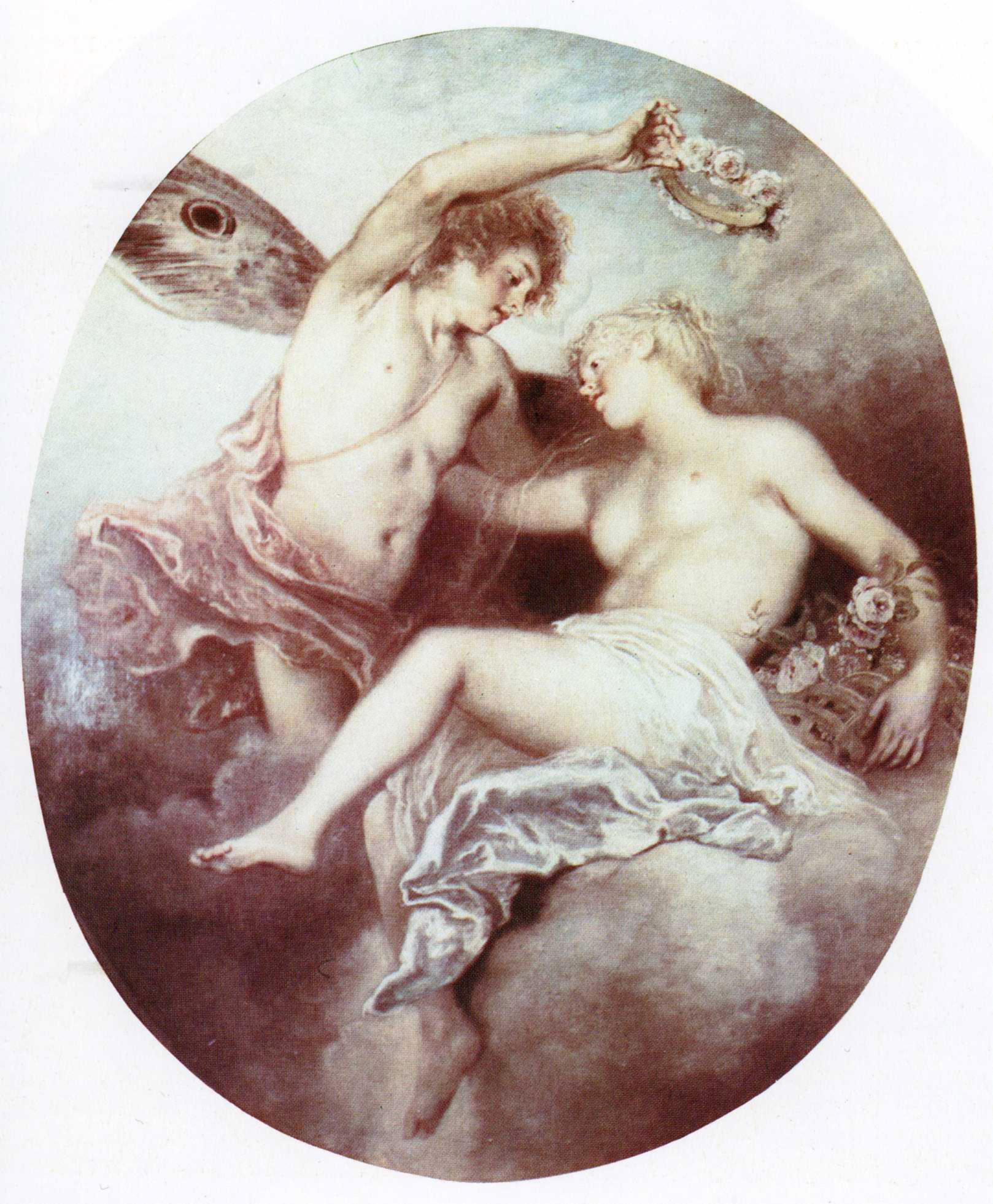
Frühling, aus der Jahreszeiten-Allegorie

Parallel zu dieser Serie schuf Watteau eine Reihe weiterer Gemälde, die sich thematische mit dem Thema der mythologischen Akte auseinandersetzten und diese in das für die damalige Zeit ungewöhnliche oval Format einpassten. Zuerst malte er eine Reihe Historienbilder im klassischen Format nach Vorbildern italienischer und holländischer Klassiker, danach entstanden neben Jupiter und Antiope und den Jahreszeiten drei weitere Bilder im Ovalformat: ein weiteres Herbst-Motiv, Venus entwaffnet Amor und Die Morgentoilette.
Als Vorbilder für das Gemälde Jupiter und Antiope werden im Regelfall die gleichnamigen Gemälde von Antonio da Correggio und Tizian sowie die Kreuzabnahme des holländischen Malers Anthonis van Dyck benannt. Von letzterer ist die Haltung des Armes des Satyr übernommen.

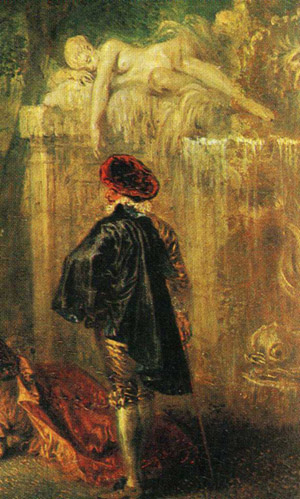
Ausschnitt aus Die Elysischen Gefilde, um 1719

In der Vorbereitung für das Bild Jupiter und Antiope entstanden mindestens drei Zeichnungen Watteaus, in denen er versuchte, den Satyr darzustellen. Dabei handelte es sich um eine Zeichnung des Satyr in stehender Position sowie eine Satyrzeichnung in der später gewählten liegenden Position. Zur Darstellung der Antiope sind keine Skizzen bekannt, allerdings zeichnete Watteau bereits im Vorfeld eine große Anzahl weiblicher Akte und Positionsstudien, auf die er für das Bild zurückgreifen konnte. Eine heute verschollene Zeichnung zeigte schließlich das Gesamtbild und diente dem Kupferstecher Anne-Claude-Philippe, Comte de Caylus als Vorlage für einen Kupferstich, der von Jules de Jullienne erstmals publiziert wurde.
Watteau greift das Thema der schlafenden Nymphe nochmals in seinem um 1719 entstandenen Gemälde Die Elysäischen Gefilde auf, einer Szene aus der Gartenanlage der Champs-Élysées in Paris. Hier bekrönt eine steinerne Kopie der Antiope als Denkmal den Sockel am rechten Bildrand in der für Watteau typischen Art der „lebenden Skulpturen“. Direkt oberhalb eines nur von hinten dargestellten, galant gekleideten Mannes (Hagestolz), der als Teil einer im Vordergrund dargestellten Menschengruppe die Szenerie betrachtet (die gleiche Figurengruppe malte Watteau auch im Bild Ländliches Vergnügen um 1720, hier allerdings unterhalb einer Skulptur der Venus). Nach Börsch-Supan stellt der Hagestolz das genaue Gegenteil des lüsternen Satyrn dar – er beachtet weder die Figur auf dem Sockel noch die Damen vor sich mit besonderem Interesse.

## Provenienz
Die Geschichte des Bildes nach seiner Entstehung ist bislang nicht vollständig geklärt, vor allem die Provenienz vor 1857 bietet noch einige offene Fragen.
Wahrscheinlich hat Watteau das Bild als Auftragsarbeit für den Geschäftsmann Pierre Crozat gemalt, für den er auch die etwa zur gleichen Zeit entstandene Jahreszeiten-Bilderserie schuf. Dies wird in einem Ausstellungskatalog aus Wien 1966 behauptet und stellt bis heute die in der Kunstgeschichte am ehesten akzeptierte Hypothese dar, belegt werden konnte es bis heute jedoch nicht.
1857 tauchte das Gemälde bei der Versteigerung der Sammlung Theodore Patureau erstmals in einem Ausstellungskatalog auf, in dem als ehemaliger Besitz des Fürsten Paul d’Arenberg gelistet wurde. Mit den Ahnen des Fürsten pflegte Watteau tatsächlich regen freundschaftlichen Kontakt im frühen 18. Jahrhundert und entsprechend einer von Watteau unterzeichneten Quittung vom 14. Mai 1717 hatte er Leopold Philipp von Arenberg zwei Gemälde verkauft. In ihrem Buch Jean de Juliennes et les graveurs de Watteau au XVIIIe siècle von 1929 gehen E. Herold und A. Vuaflart davon aus, dass Jupiter und Antiope eines dieser beiden Gemälde gewesen sein könnte und entwickeln darauf die Theorie, dass de Ligne das Bild um 1714 auf einer Reise nach Paris bestellt und drei Jahre später abholen und bezahlen ließ. Diese Theorie wird heute allerdings weitestgehend ablehnt.
Wie das Bild in den Besitz von Paturae kam, ist heute nicht mehr nachvollziehbar, wahrscheinlich hat er es dem Fürsten Paul d’Arenberg privat abgekauft. 1864 kaufte der Baron James de Rothschild das Bild und ließ es im März 1868 durch den Kunsthändler Bourlon de Sarty erneut versteigern. Gekauft wurde es von Louis La Caze, der allerdings bereits im Jahr 1869 verstarb und es dem Louvre in Paris vererbte. Dort hängt das Bild bis heute.

### Erhaltungszustand und Veränderungen
Der Erhaltungszustand des Bildes ist relativ schlecht. Mit Hilfe von Röntgenaufnahmen sind vor allem im Bereich des Himmels sowie an den Rändern rissige Stellen festgestellt worden. Weiterhin ergaben die Untersuchungen, dass die Antiope zunächst auf dem Bild ein Schamtuch getragen hatte, welches später entfernt wurde. Ob das Schamtuch und vielleicht auch die folgende Übermalung von Watteau selbst stammt, ist jedoch nicht sicher. Auch eine spätere Hinzufügung und Entfernung sind möglich. Die Röntgenaufnahmen und vor allem die Skizzen Watteaus und der Kupferstich von Watteaus Zeitgenossen Comte de Caylus belegen zumindest, dass der Satyr von Watteau gemalt wurde, was zuvor ebenfalls umstritten war. Ebenso gilt mittlerweile die Vermutung als widerlegt, der letzte Privatbesitzer des Bildes, Louis La Caze, habe an dem Bild Veränderungen vorgenommen.

## Kopien
Das Gemälde Jupiter und Antiope wurde nach seiner Entstehung vielfach kopiert und gehandelt. Zwei Kopien unbekannter Künstler bewahrt das Louvre im Service d’Etudes et de Documentation auf.
Der bereits erwähnte Kupferstich vom Comte de Caylus entstand noch zu Lebzeiten Watteaus und wurde von Jean de Jullienne in die Sammlung Figures de différents caractères aufgenommen. Er basierte allerdings nicht auf dem Gemälde, sondern, wie die meisten seiner Stiche, auf einer Zeichnung Watteaus, die heute verschollen ist. Eine Zeichnung nach dem Gemälde existiert von Gabriel de Saint-Aubin, welche heute im Art Institute of Chicago zu sehen ist.
Der französische Maler Lucien Lévy-Dhurmer malte 1890 eine von ihm frei erfundene Ansicht von Watteaus Atelier, bei der Jupiter und Antiope als eines der Bilder an den Wänden dargestellt ist. Ein weiteres Bild, in dem das Gemälde als Teil der Komposition vorkommt, wurde 1922 von Édouard Vuillard mit dem Titel Salle La Caze gemalt. Als Grisaille kopierte Ernest Laurent das Bild und 1966 entstand durch Claude Schurr eine freie, moderne Interpretation des Gemäldes.

## Sonstiges

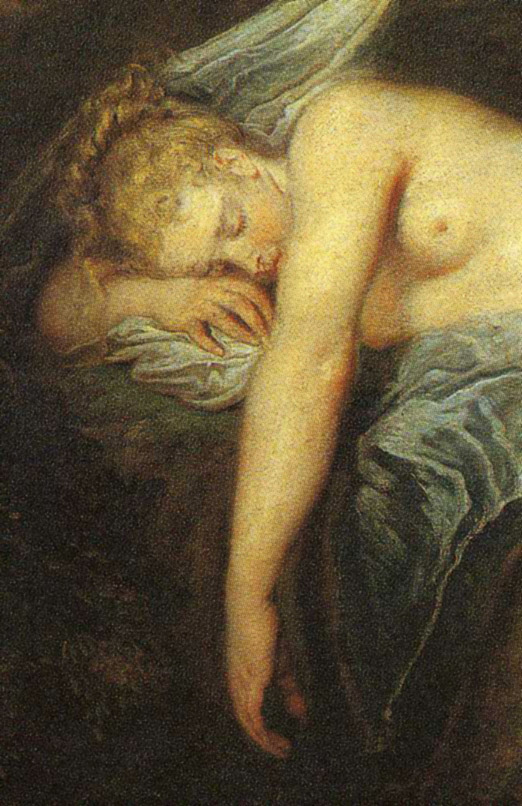
Bildausschnitt, auf dem das Cover von Das Parfum basiert

Patrick Süskinds Roman Das Parfum zeigt seit 1985 im Diogenes Verlag auf der Titelseite einen Ausschnitt aus Jupiter und Antiope mit der Achsel der nackten Schlafenden. Diese soll als Sinnbild der duftenden Verführung das zentrale Thema des Romans aufzeigen. Außer der US-amerikanischen Taschenbuchausgabe, wo es verboten ist, eine weibliche Brustwarze darzustellen, haben alle Titelseiten das gleiche Umschlagbild.
Im Juli 1971 erschien zudem eine Briefmarke der Post von Paraguay mit dem Motiv der schlafenden Nymphe.